# Ampelocera hottlei
Ampelocera hottlei là một loài thực vật có hoa trong họ Ulmaceae. Loài này được (Standl.) Standl. mô tả khoa học đầu tiên năm 1937.